# Cantonul Sainte-Anne-1
Cantonul Sainte-Anne-1 este un canton din arondismentul Pointe-à-Pitre, Guadelupa, Franța.

## Comune
- Sainte-Anne (parțial)